# Nekropolisz
A nekropolisz a városokon kívül elhelyezkedő nagy méretű temető, a szó jelentése: „a halottak városa”. A nekropolisz elnevezés a görög: νεκρόπολις (nekropolisz), a νεκρός (nekrosz) „halott” + πόλις (polisz) „város” szavak összekapcsolásából ered.

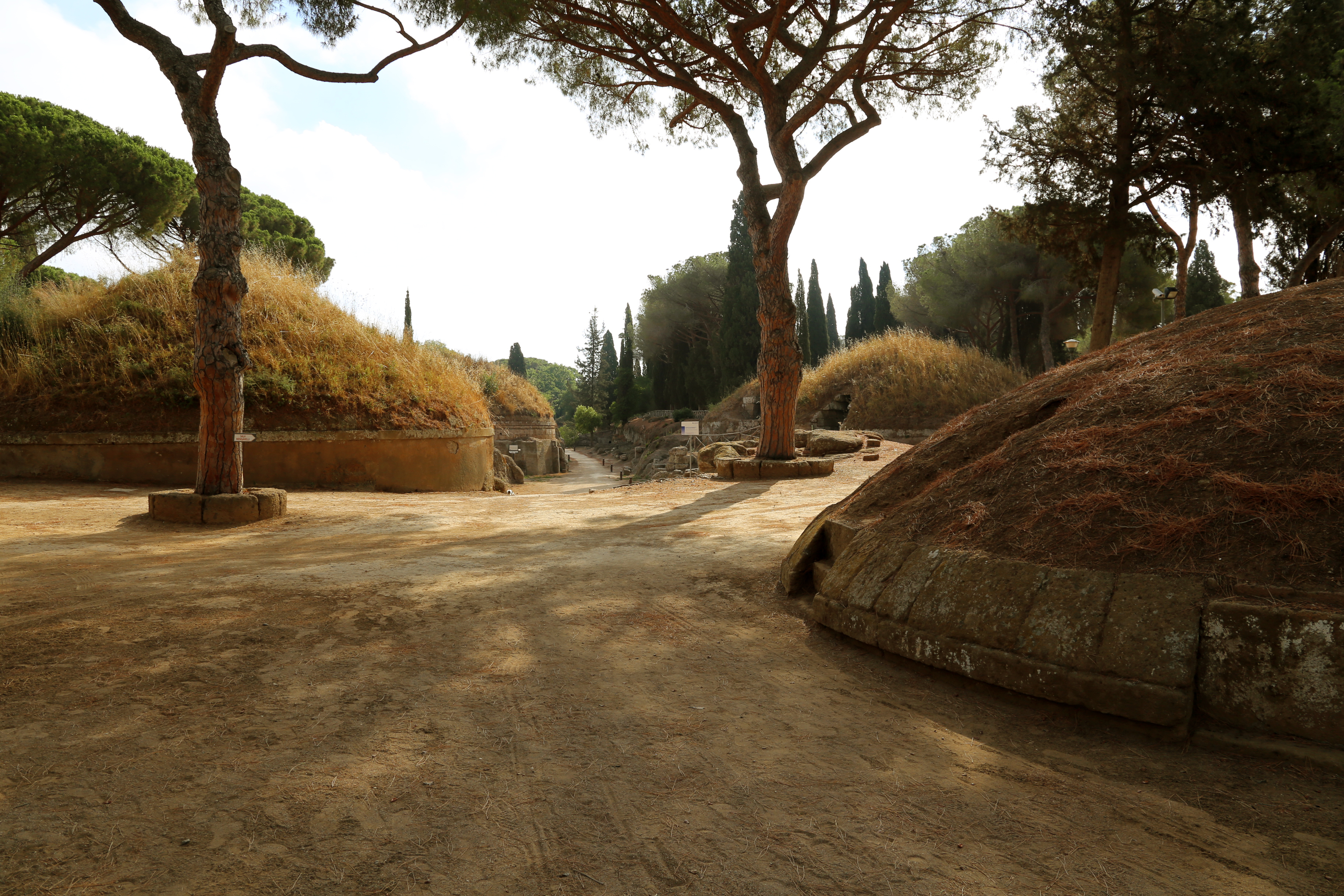
Etruszk nekropolisz, Cerveteri, Olaszország.

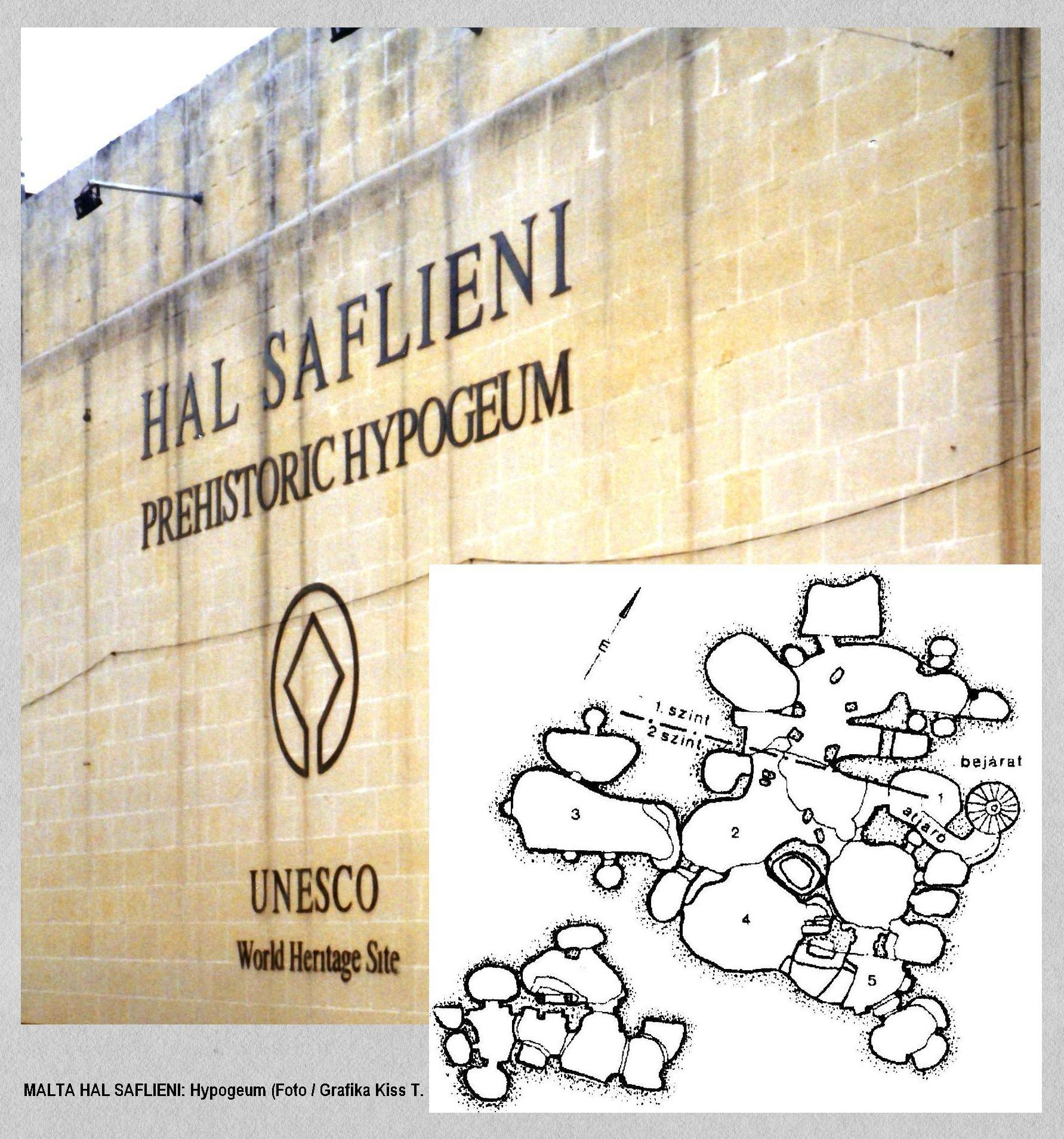
Málta: Hal Saflieni, Bejárat és alaprajz

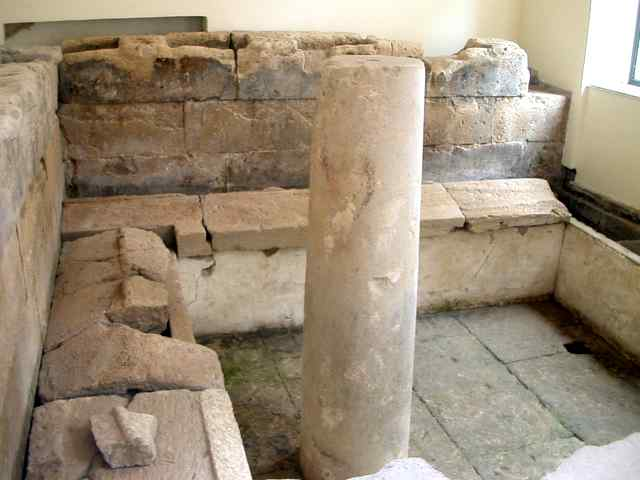
(Taranto), Olaszország.

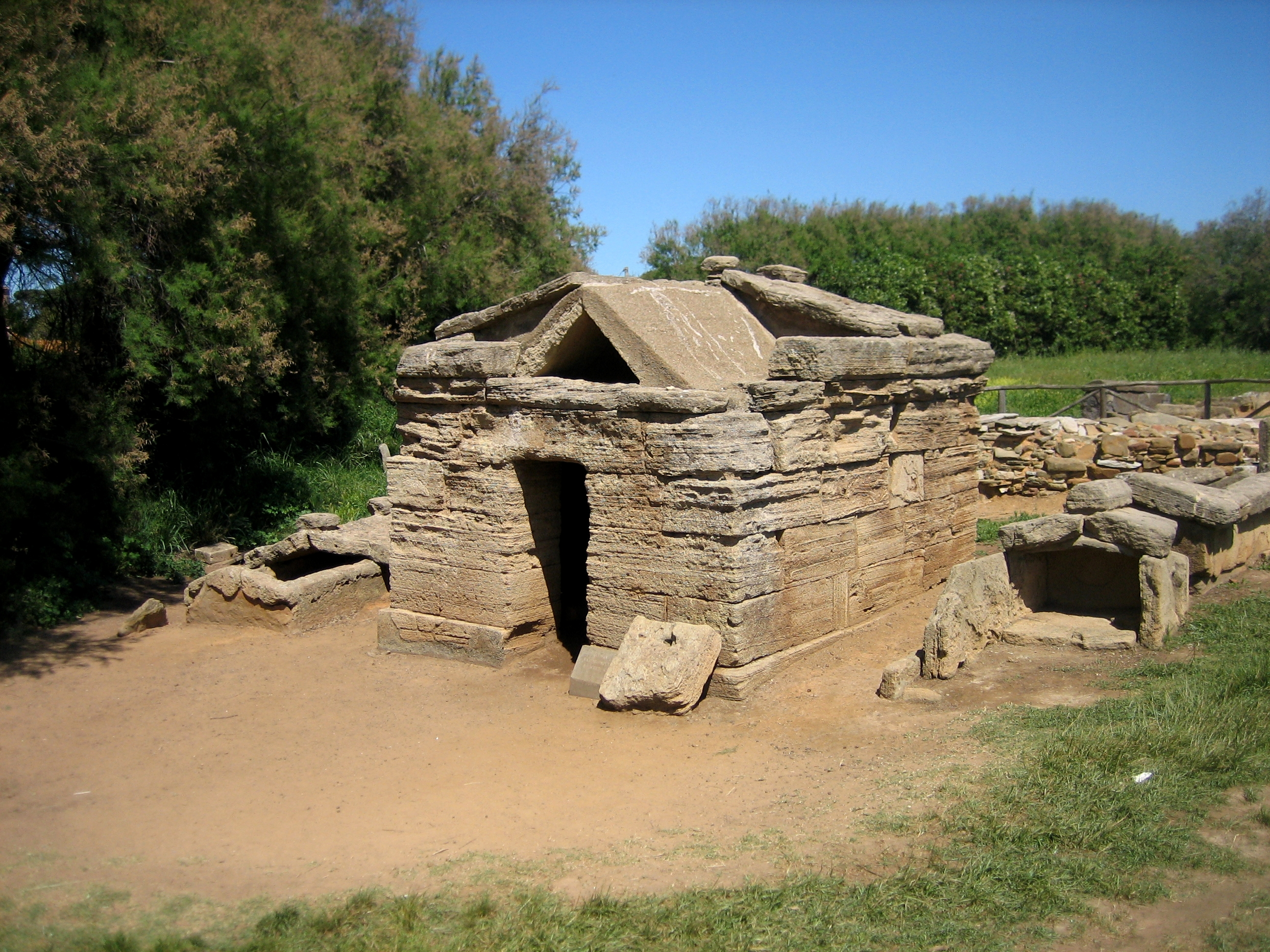
Etruszk nekropolisz

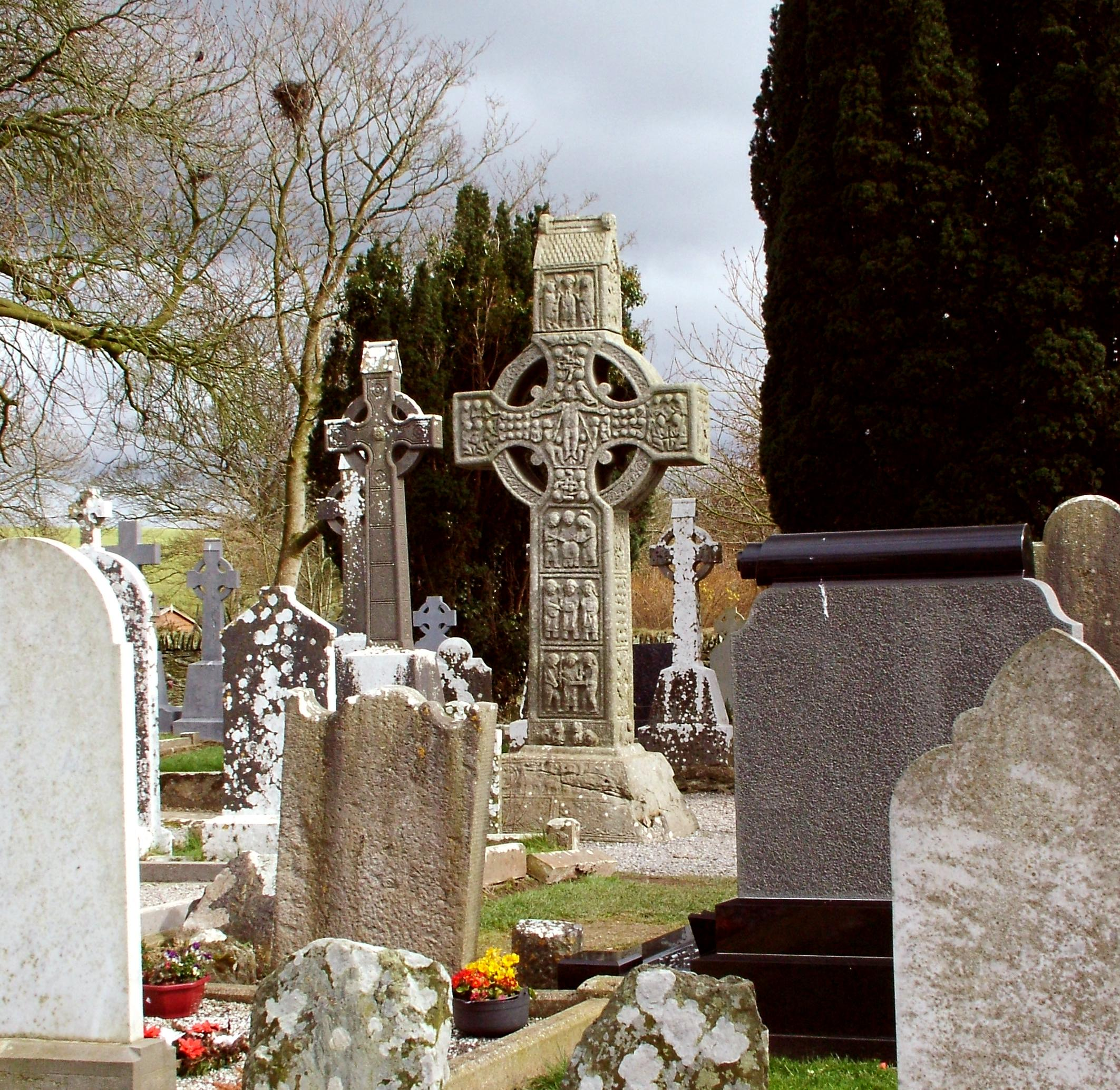
Monasterboice: Kelta keresztek temetője

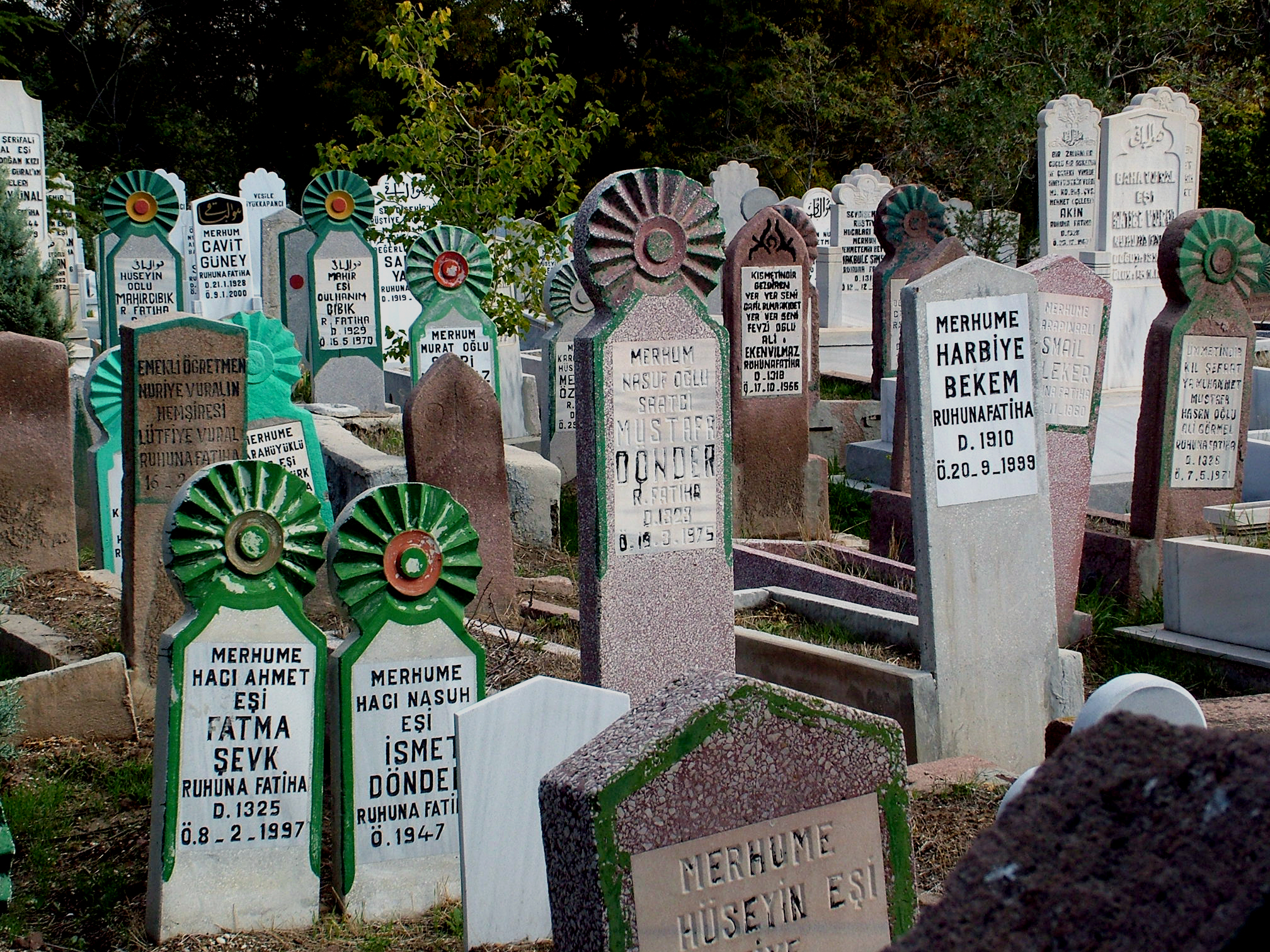
Konya: Moszlim műemléktemető

## Történet és felépítés
A legrégibb ismert nekropolisz Kr. e. 2500-ból való Ħal-Saflieni Hypogeum Máltán.
A nekropoliszokat különböző okokból, célokból építették. Volt amikor vallási okok miatt, mint például a Királyok völgyét Egyiptomban. Más kultúrákban a város falain belül való temetkezés tilalma vett rá a nekropoliszok létrehozására. Ezek a nekropoliszok főként az etruszk civilizáció jellegzetességei, jellemzőjük a művészi kivitelezés. Ilyen nekropoliszokat találhatók Toszkána keleti részén és Lazio északi vidékein. A Római Birodalom idejében a városfalakon kívül az elhunytak emlékére szokás volt emléket emelni. Ilyen nekropoliszok a Via Appia mellett található nekropolisz, mindjárt Róma után, valamint a Franciaországban található Alyscamps.
A nekropoliszok a viktoriánus korszakban divatossá váltak. Szokás volt a holtaknak nagy impozáns emlékművet állítani.
Napjaink egyik legnagyobb nekropolisza a kaliforniai Colmában található. Ez a temető San Franciscóhoz közel fekszik és még vasútállomása is van, valamint egyre több élő lakosa is.

## Ismert nekropoliszok

### Algéria
- Nepasa

### Ausztria
- Birodalmi kripta (Bécs)

### Bosznia-Hercegovina
- Radimlje bogumil nekropolisza
- Bileca bogumil nekropolisz

### Törökország
- Hierapolisz, (Pamukkale szomszédságában)

### Bulgária
- Varna Nekropolisz

### Kína
- Terrakotta Hadsereg
- Ming Dinasztia Sírjai

### Horvátország
- Stara Novalja

### Kuba
- Cementerio de Cristóbal Colón (Havana)
- Necropolis de San Carlos Borromeo (Matanzas)

### Ciprus
- Amathus

### Egyiptom
- Kairo
- gízai nagy piramis
- Memphisz
- Saqqara
- Siwa Oasis

### Franciaország
- Alyscamps (Arles)
- A Panthéon (Párizs)
- Pere Lachaise (Párizs)
- Saint-Denis-székesegyház (Saint-Denis)

### Izrael
- Beth She'arim

### Olaszország
- Cerveteri
- Lipari-szigetek
- Locri
- Pantalica
- Taranto
- Róma katakombái

### Malajzia
- Nirvana Memorial Park

### Málta
- Ħal-Saflieni Hypogeum
- Medina: Katakombák

### Marokkó
- Chellah

### Pakisztán
- Makli Hill (Thatta)

### Peru
- Paracas

### Oroszország
- Kremlin Fal Nekropolisz

### Egyesült Királyság
- Brookwood Cemetery
- London Necropolis railway station
- London Necropolis Company
- Glasgow Necropolis

### Törökország
- Antalya
- Mevlana Múzeum
- Konya Műemlék temetőkert
- Hierapolisz, (Pamukkale szomszédságában)

### Jordánia
- Petra

### Amerikai Egyesült Államok
- Colma, Kalifornia

### Vatikán
- Vatikáni nekropolisz

### Tunézia
- Karthágó: Tófet

### Szaúd-Arábia
- Mada'in Salih